# John Arthur Macready
John Arthur Macready (14 octobre 1887 – 15 septembre 1979) est un pilote d'essai et aviateur américain. Il est le seul à avoir reçu à trois reprises le Trophée Mackay, recevant le trophée trois années consécutives. Macready remporte trois fois le Trophée MacKay : une fois pour le vol en altitude, une fois pour le vol transcontinental et une fois pour un vol d'endurance de 36 heures, 4 minutes et 32 secondes.

## Histoire
Né à San Diego, en Californie, Macready a obtenu une Licence en économie à l'université Stanford en 1912. Il s'est enrôlé dans l'Armée en 1917, obtenant ses ailes de pilote à la base aérienne Rockwell Field, à San Diego. En 1923, Macready a obtenu un diplôme de l'École d'ingénieur Aéronautique située à la base aérienne McCook Field à Dayton, dans l'Ohio. Il accède rapidement au poste d'instructeur de vol à l'école de pilotage de l'armée à la base aérienne Brooks Field, au Texas. Alors qu'il était basé à base aérienne Brooks Field, le lieutenant Macready a rédigé un manuel de vol de base pour les élèves-pilotes, The All Thru System of Flying Instructions. Ce livre est devenu le manuel de vol de base de l'armée américaine pendant les premières années de l'aviation.

## Base aérienne McCook Field

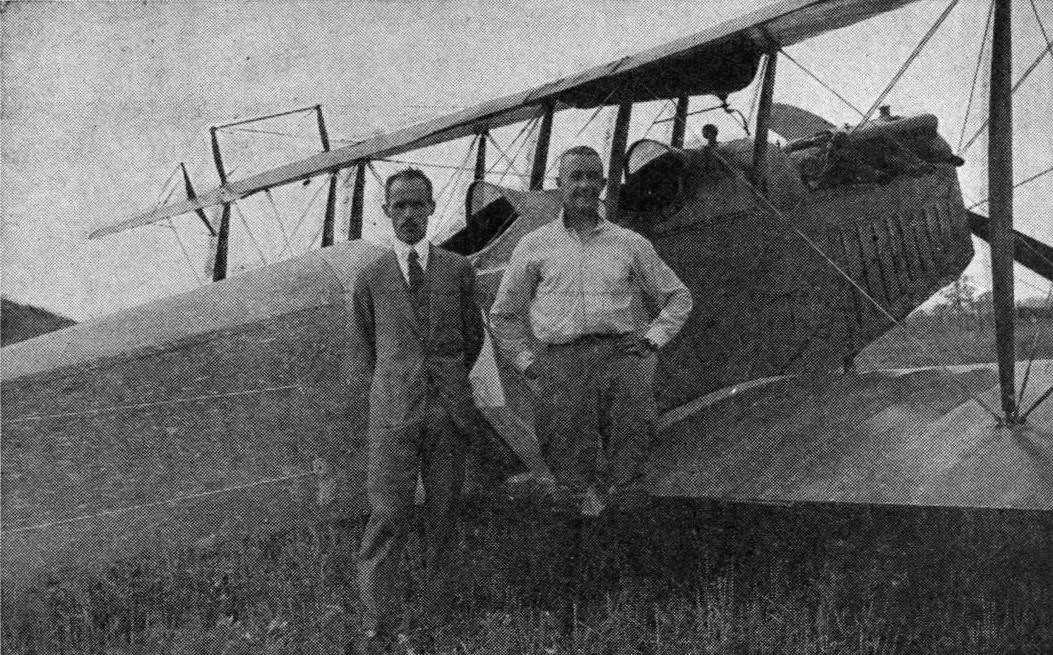
Lieutenant Macready (à droite) et l'ingénieur de la base aérienne McCook Field Étienne Dormoy. (à gauche) devant le 1er avion crop duster

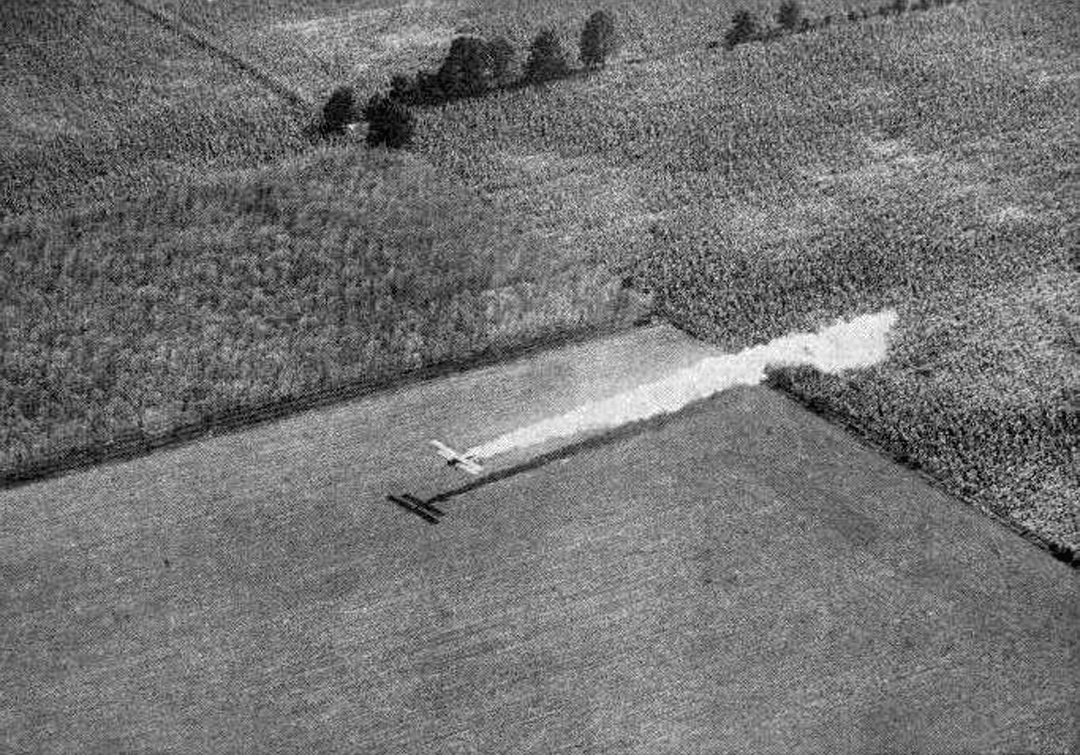
Première expérience mondiale de pulvérisation des cultures (3 août 1921)

En 1918, le lieutenant Macready est détaché à la base aérienne McCook Field, sur le nouveau site d'essai expérimental de l'Army Signal Corps à Dayton (Ohio). Le 3 août 1921, le lieutenant Macready est devenu la première personne à tester en vol un système expérimental d'épandage aérien, de pulvérisation de pesticides à partir d'un avion, en pilotant le premier crop duster du monde,.
En 1921, il a établi un record d'altitude de 34 509 pieds (10 518 m) pour lequel il a reçu le premier des trois trophées Mackay consécutifs,. Le 28 septembre 1921, il est monté à 40 800 pieds (12 436 m) dans Le Pere, un biplan expérimental conçu et modifié à la base aérienne de McCook Field avec un appareil respiratoire spécial pour lui fournir de l'oxygène pendant son ascension,.
Le 5 octobre 1922, Macready et le lieutenant Oakley George Kelly établissent un record mondial d'endurance de 35 heures, 18 minutes et 30 secondes.
Les 2 et 3 mai 1923, avec Kelly, Macready effectue le premier vol sans escale d'un océan à l'autre, de Roosevelt Field, anciennement Mitchell Field, à 2,3 milles au sud-est de Mineola, Long Island, New York, à Rockwell Field, North Island, San Diego, Californie, avec un temps de vol total de 26 heures, 50 minutes et 48 secondes. En cours de route, il a effectué la première réparation en vol d'un moteur d'avion dans l'histoire de l'armée de l'Air. Il a remplacé un interrupteur défectueux du régulateur de tension pendant que le mono-avion Fokker T-2 Liberty, monomoteur à ailes hautes, se dirigeait vers l'ouest. Ce vol a également permis d'établir un nouveau record de distance pour un seul vol transcanadien, soit 2 625 milles.
À McCook, il est également devenu le premier pilote à sauter en pleine nuit d'un avion en panne. Le 13 juin 1924, alors qu'il effectuait un vol aérien de nuit de McCook Field à Columbus, Ohio et retour, son moteur est tombé en panne juste à l'approche de Dayton. Sa première idée fut d'effectuer un atterrissage d'urgence, mais les deux fusées éclairantes qu'il lança ne s'allumèrent pas. Bien que personne n'ait jamais fait de saut d'urgence de nuit, il a décidé de faire confiance à son parachute et est descendu en toute sécurité, bien que son parachute se soit emmêlé dans un arbre et qu'il ait eu besoin d'aide pour atteindre le sol.

## Seconde Guerre mondiale
Macready a été rappelé au service actif pendant la Seconde Guerre mondiale. Il a servi comme colonel et a commandé plusieurs groupes de l'armée de l'air, tout en servant en Afrique du Nord en tant qu'inspecteur général de la 12th AF. Macready a été intronisé au National Aviation Hall of Fame. Son service actif a pris fin en 1948.

## Trophée Mackay
Macready demeure la seule personne à avoir remporté le trophée Mackay à trois reprises. Ce trophée est décerné pour la plus grande réalisation de l'année en aviation par un pilote américain. Le lieutenant Macready a remporté le trophée trois années consécutives.
- 1921 - Le trophée a été décerné pour une série de vols d'essai à haute altitude à la base McCook Field avec le XC05A impliquant la première utilisation d'oxygène supplémentaire. Les vols ont établi un record mondial d'altitude de 40 800 pieds (12 436 m) le précédent record étant de 39 596 pieds (12 069 m) établi par l'aviateur français Callizo[2].
- 1922 - Le trophée a été décerné pour un vol effectué les 5 et 6 octobre 1922. Décollant le 5 octobre, un avion piloté par Macready et le lieutenant Oakley G. Kelly établit un record mondial d'endurance en vol de 35 heures 18,5 minutes au-dessus de San Diego, en Californie. Ce vol, et d'autres vols d'endurance ultérieurs, ont conduit au développement du premier système de ravitaillement en vol au monde[2].
- 1923 - Le trophée a été décerné pour le premier vol sans escale de côte à côte. Le vol a commencé le 2 mai 1923 et s'est terminé le 3 mai. Macready et Kelly ont décollé de Roosevelt Field, à New York, dans un Fokker T-2 modifié plein d'essence. Le couple a atterri à Rockwell Field, à San Diego, en Californie, après avoir effectué le premier vol transcontinental américain sans escale dans un temps officiel de 26 heures, 50 minutes et 38 3/5 secondes[2].

## Distinctions
- Macready est intronisé au National Aviation Hall of Fame en 1968.
- En 1976, Macready est intronisé au International Air & Space Hall of Fame[6].

## Médias
Il fait l'objet d'un livre écrit par sa fille Sally Macready Wallace.(voir Liens externes EarlyAviators)